# Districte de Muzaffargarh
El districte de Muzaffargarh és una divisió administrativa del Panjab (Pakistan) amb capital a Muzaffargarh. Té una superfície de 8.435 km² i segons el cens del 1998 la població era de 2.635.903 habitants. Administrativament està format per quatre tehsils amb 93 Union Councils
El districte britànic tenia una superfície de 9.415 km² i estava a la part sud del Doab de Sind-Sagar és a dir el territori entre l'Indus i el Panjnad (el lloc on s'uneixen els cinc rius del Panjab) amb l'Índus a l'oest i el Chenab a l'est. La població era:
- 1881: 338.605
- 1891: 381,095
- 1901: 405.656
- 1921: 568.478

La població estava distribuïda en 4 ciutats i 700 pobles. Administrativament estava dividit en tres tahsils:
- Muzaffargarh
- Alipur
- Sanawan

Les principals ciutats eren les municipalitats de Muzaffargarh (capital del districte, i del tehsil del seu nom, que tenia 4.018 habitants), Khangarh, Alipur i Khairpur, únicques municipalitats del districte. La població era musulmana (86%) amb una forta minoria hindú (més de 50.000) i alguns sikhs (més de 3.000). La llengua habitual era el seraiki (saraiki) abans anomenat panjabi occidental. Les tribus i castes principals eren els jats (29%), balutxis, rajputs i arains. El 58% vivia de l'agricultura.
El tehsil de Muzaffargarh tenia una superfície de 2.362 km² i una població de 174.970 habitants. Limitava a l'oest amb l'Indus i a l'est amb el Chenab.

## Història
El districte no té gaire història pròpia i va seguir quasi sempre la sort de Multan (vegeu Districte de Multan). Sota el govern de la dinastia Langah (vers 1438-1528) a la part sud del districte es va formar el regne de Sitpur i Kin (Kin estava al sud del districte i Sitpur a la riba de l'Indus, al costat oriental si bé més tard per un canvi en el curs del riu va quedar al costat oriental) per una concessió de Bahlul Shah Lodi després del 1452, que fou regit per la dinastia Nahir o Nahar, una branca de la família Lodi; els nahirs van estendre els seus dominis pel Derajat però finalment van venir de l'oest els balutxis, dirigits per Malik Sohrab Baluchi, seguit després per Haji Khan, cap dels mihranis, el fill del qual, Ghazi Khan, va fundar una ciutat a la que va donar el seu nom, abans del final del segle xv (Ghazi Khan va morir el 1494). Inicialment van posseir el territori com a vassalls del govern Langah de Multan però a la tercera generació es van sentir prou forts per proclamar la seva independència dels Lodi. Divuit prínceps de la mateixa família van governar el baix Derajat i van portar alternativament els noms d'Haji Khan i Ghazi Khan; però al sud del districte els nahirs van romandre com a sobirans fins al final del segle xviii.
Aquests dos principats i dos més de la zona van haver de reconèixer la supremacia mogol el 1527/1528 (i dels suris del 1540 al 1555); nahirs i balutxis-mihranis van pagar tribut a Akbar el Gran però la seva independència real no es va veure alterada. Avançat el segle xvi Akbar els va incloure administrativament al sarkar de Multan. Sitpur va romandre un dels principats sota els seus prínceps nahirs; després de l'atac de Nàdir-Xah Afxar de Pèrsia a l'Índia (1738) els principats de la zona foren cedits a Pèrsia per l'emperador Muhammad Shah de Delhi; Nadir els va cedir als seus vassalls kalhores de Sind; però els nahirs van esdevenir de fet independents (1739); els nahirs van lluitar contra els balutxis i van perdre Kin, però encara van conservar Sitpur. Les expedicions d'Àhmad Xah Durrani van posar aquesta zona sota el seu control uns anys després del 1747; els nahirs es van reconèixer tributaris de l'emir afganès. El darrer malik Ghazi Khan va morir vers el 1758 sense hereus, pel mateix temps aproximadament que els nahirs, que ja havien perdut part del sud del districte (la regió de Kin) davant els balutxis, van perdre també Sitpur davant Makhdum Shaikh Rajan, que va fundar Rajanpur a la que va donar el seu nom; Sitpur va quedar sota els makhdums. La sobirania dels Durrani es va imposar i el territori fou incorporat a la província de Multan. Els mihranis, representats pel wazir mihrani Mahmud Gujar Khan, restava fidel a Nur Muhammad Kalhora de Sind amb l'ajut del qual va obtenir el govern vacant de Dera Ghazi Khan el 1769. El 1790 Bahawal Khan II de Bahawalpur va envair els dominis dels makhdum i Sitpur fou ocupada i el principat annexionat a Bahawalpur; també va arrabassar alguns territoris als successors de Mahmud Gujar de Dera Ghazi Khan. Els balutxis-mihranis amb Mahmud Gujar, dominaven el centre i oest i el nord del districte; dels mihranis la part nord va passar a la família balutxi dels Jaskani i altres zones als kalhores del Sind.
La part oriental del districte va estar en mans de governadors faganesos de Multan seguint la història d'aquesta ciutat. El governador paixtu de Multan, Muzaffar Khan va derrotar el governador kalhora en una batalla i va nomenar un subgovernador a la part conquerida, depenent de Multan i nominalment de l'emir de l'Afganistan, amb el títol de nawab de Mankera. Va fundar la ciutat de Muzaffargarh el 1794. Parents seus van fundar Khangarh i Ghazanfargarh.
El maharaja sikh Ranjit Sinh es va dirigir la zona el 1818 i va ocupar Multan, Muzaffargarh, i Khangarh i l'any següent Dera Ghazi Khan. Mankera fou ocupada el 1821. Mankera fou la seu del governador sikh, càrrec pel que el 1821 fou nomenat Diwan Sawan Mai amb autoritat sobre la part nord del modern districte de Muzaffargarh, mentre el sud romania en mans de Bahawalpur que va haver d'acceptar el pagament d'un tribut per aquestes terres; quan el 1830 no va poder pagar el tribut, el maharajà sikh va enviar al general Ventura amb un exèrcit; el riu Sutlej fou establert com a límit o frontera entre els regnes de Lahore i de Bahawalpur i tot el districte va quedar sota el govern de Sawan Mai 1832; mort Sawan (1844) el va succeir el seu fill Mulraj. El territori fou ocupat pels britànics al final de la segona Guerra Sikh (1849) amb tota la resta del Panjab. Es va constituir en districte de Khangarh, amb capital a Khangarh, a 18 km al sud de Muzaffargarh, però al cap de poc es va decidir que la capital estaria en aquesta segona ciutat. Els límits inicials del districte foren reduïts posteriorment per transferències al districte de Leiah i al districte de Jhang, quedant Muzafargarh en les seves mesures colonials el 1861, i en aquest any el districte va adoptar el nom de Muzaffargarh abandonant el de Khangarh.

## Arqueologia
- Tomba de nawab Tahir Khan Nahar a Sitpur[1]
- Tomba d'Abdul Wahhab Din Panah (? - 1603) a Daira Din Panah.[2]